# シザルパン

1961年時点のTEE網におけるシザルパン

シザルパン(Cisalpin)はフランスのパリとイタリアのミラノあるいはヴェネツィアを、スイスのローザンヌおよびシンプロントンネルを経由して結んでいた国際列車である。1961年にパリ - ミラノ間のTEEとして運行を開始した。1984年からはパリ - ローザンヌ間のTGVと、これに接続するジュネーヴ - ミラノ間のインターシティ（1987年からはユーロシティ）がともにシザルパンを名乗った。ジュネーヴ - ミラノ間の列車については1993年に、パリ - ローザンヌ間のTGVは2003年に列車名がなくなった。
列車名は古代ローマ時代の北イタリアの呼称であるキサルピナをフランス語読みしたものである。定冠詞 le をつけてル・シザルパンと呼ばれることもある。

## 歴史

### 背景

TEEシザルパンの走行経路と電化方式
（青）直流1500V
（赤）交流25kV 50Hz
（橙）交流15kV 16 2/3Hz
（緑）直流3000V

スイスとイタリアの国境のシンプロントンネルは1905年に、フランスとの国境のモン・ドールトンネルは1915年に開通し、これによりパリとミラノの間は従来のフレジュストンネル経由より短縮された。第二次世界大戦後の1948年にはパリ - ミラノ間の直通昼行列車（後にルテチア(Lutetia)と命名）が運行を開始した。1958年にはこの経路は全線電化されたが、その方式は区間により以下のように4通りあった。
| 事業者                       | 区間                              | 電化方式          |
| ---------------------------- | --------------------------------- | ----------------- |
| フランス国鉄                 | パリ - ディジョン                 | 直流1500V         |
| フランス国鉄                 | ディジョン - ヴァロルブ(Vallorbe) | 交流25kV 50Hz     |
| スイス連邦鉄道（スイス国鉄） | ヴァロルブ - イゼッレ(Iselle)     | 交流15kV 16 2/3Hz |
| イタリア国鉄                 | イゼッレ - ドモドッソラ           | 交流15kV 16 2/3Hz |
| イタリア国鉄                 | ドモドッソラ - ミラノ             | 直流3000V         |

1957年に発足したTEEは、当初すべての列車が気動車列車であった。しかしスイス国鉄はアルプス山脈やジュラ山脈を越える急勾配区間には高出力の電車が必要であるとして、西ヨーロッパの幹線鉄道の電化方式すべてに対応した交直流電車であるRAe TEE II形電車を開発した。

### 電車TEE

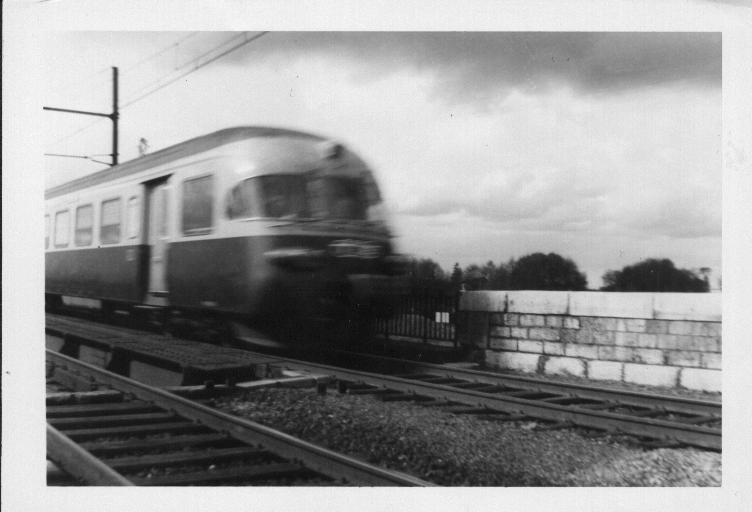
TEEシザルパン（1964年-65年頃）

シザルパンは1961年7月1日、初の電車によるTEEとしてパリ - ミラノ間で運行を開始した。所要時間は8時間ちょうどであり、同区間の客車列車（後のルテチア）に比べ約2時間短縮された。
出入国管理や税関検査は車内で行なわれていたが、フランス・スイス間では国境のフランス側のフラーヌ(Frasne)とスイス側のヴァロルブ(Vallorbe)で係員の乗降のため運転停車を行なっていた。ヴァロルブでは1962年夏以降客扱いを行なうようになっている。
最高速度は当初他の気動車TEEと同じ140km/hであったが、1961年10月からはパリ - ディジョン間で160km/h運転を行なうようになり、同区間の表定速度は132.8km/hに達した。その後も他の区間での所要時間短縮などにより、1969年夏にはパリ - ミラノ間は7時間44分となった。
シザルパンは1962年10月5日に衝突事故を起こしている。パリ行きシザルパン（RAe1053編成）がモンバール駅（ディジョン - パリ間）を通過しようとしたところ、誤って本線上に放置されていた貨車に衝突した。
1965年末のクリスマス休暇から、シザルパンは繁忙期にはヴァロルブ - ローザンヌ間で2編成を併結し10両（1966年以降は12両）編成で運転されるようになった。この時はフランス国鉄が併結運転を認めなかったためパリ - ヴァロルブ間は別の列車として運転されたが、1968年からはフランス国内でも12両編成で運転されるようになった。さらに増結区間がパリ - ブリーク間やパリ - ミラノ間に延長されることもあった。

### 客車TEE
1974年5月26日のダイヤ改正から、シザルパンはフランス国鉄（一部スイス国鉄）のミストラル69形客車を用いた客車列車となった。同時に、夏ダイヤ期間にはミラノからヴェネツィアに延長されるようになった。客車化により列車の定員は増加し、また需要により柔軟に車両の増減が行なえるようになった。一部の客車はパリ - ローザンヌ間のみ連結されたが、これはシザルパンがフランスとスイスを結ぶ列車と、フランスと北イタリアを結ぶ列車の2つの役割を兼ねていたことの反映である。ただしパリ - ミラノ間の所要時間は、ヴァロルブとドモドッソラでの機関車交換時間が必要となったため、8時間前後にまで延びている。
1977年10月7日にドモドッソラ周辺で発生した水害のため、シザルパンはパリ - ローザンヌ間に短縮された。10月18日にはパリ - ドモドッソラ間の運行を再開し、イタリア国鉄はミラノ - ストレーザ間に臨時列車を運転して、ストレーザ - ドモドッソラ間は代行バスで連絡した。バスの遅れや復旧工事の影響により、パリ行きシザルパンのパリ到着は定刻より45分から60分遅れるのが常であり、これはスイス - フランス間の利用者には不評であった。そこで12月25日からパリ行きシザルパンは、ブリーク始発でローザンヌ - パリ間では所定のダイヤで走る列車と、ドモドッソラ始発でパリに深夜に到着する列車の2つに分けて運行された。1978年1月15日からはドモドッソラ発の時刻を早めることで再び一本の列車に統合された。ミラノまでの復旧後も単線の仮橋が使われていたためダイヤの乱れは続いた。運行が正常に戻ったのは1978年の夏ダイヤからであった。
1979年夏を最後にヴェネツィアへの延長は打ち切られた。またこのころからシザルパンの所要時間は延び始め、1981年にはパリ - ミラノ間が8時間30分となった。同年9月にTGVがパリ - リヨン間で運行を始めると、TGVとインターシティ「モン・スニ」（リヨン - ミラノ）を乗り継ぐことで、パリ - ミラノ間を直通のシザルパンよりも短い8時間強で移動できるようになった。

### TGVと接続列車

（赤）TGVシザルパン
（緑）IC/ECシザルパン
（青）パリ-ミラノ間直通TGV

1984年1月22日のダイヤ改正でパリ - ミラノ間のTEEシザルパンは廃止された。これに代わって、この日から運行を開始したパリ - ローザンヌ間のTGVと、ローザンヌでTGVと接続するジュネーヴ - ミラノ間のインターシティ(IC)がともに「シザルパン」を名乗るようになった。ローザンヌ駅ではTGVとインターシティは同じホームで対面乗り換えが可能であり、さらに両列車の一等車、二等車がそれぞれ同じ等級の客車と向かい合うよう配慮されていた。これは西ドイツ国鉄の異系統インターシティ相互の接続方法をまねたものである。
同様にローザンヌで接続するTGVとインターシティの組は他に2往復設定され、ルテチア、レマノと命名された。「ルテチア」は元パリ - ミラノ間の（TEEではない）列車であり、レマノは元ジュネーヴ - ミラノ間のTEEである。
1987年5月31日のユーロシティ(EC)発足にともない、シザルパンなどジュネーヴ - ミラノ間のインターシティはユーロシティに種別を変更した。この時点で、TGVシザルパンとECシザルパンを乗り継いだ場合のパリ - ミラノ間の所要時間は7時間20分であった。1989年からは北行のECシザルパンと南行のECレマノはローザンヌ発着に短縮された。
1993年夏のダイヤ改正で、ジュネーヴ - ミラノ間の列車はユーロシティではなくなり、「シザルパン」などの列車名も用いられなくなった。この列車は1996年にチザルピーノの運行になり、振り子式車両のETR470形電車が用いられスピードアップしたものの、ローザンヌでの乗り継ぎは一往復を除き考慮されなくなった。2009年12月にはチザルピーノ社の解散によりスイス国鉄とトレニタリア（旧イタリア国鉄）の担当する通常のユーロシティとなっている。
パリ - ローザンヌ間のTGVは1995年以降冬季にブリークなどまで延長されるようになった。これを "TGV des neiges"（雪のTGV）と称する。2002年以降は他系統のフランス - スイス間のTGVとともにリリアと総称されるようになった。2003年夏からは、「シザルパン」など固有の列車名は用いられなくなった。
なおパリ - ミラノ間では1996年9月29日からフレジュス鉄道トンネル経由で直通のTGVが運行されている。

### 現況
2009年-10年冬ダイヤの時点において、パリ - ローザンヌ間にはTGV4往復（平日）が運行されており、冬季にはブリークなどまで延長されるものもある。
ジュネーヴ - ミラノ間にも4往復のユーロシティがあり、うち一往復はヴェネツィアまで延長されている。ローザンヌでの乗り継ぎは特に考慮されていない。

### 年表
- 1961年7月1日 : TEEシザルパン、パリ - ミラノ間で運行開始。
- 1962年10月5日 : モンバール駅で衝突事故。
- 1974年5月26日 : 客車列車化。夏ダイヤ期間にはヴェネツィアまで延長。
- 1979年9月30日 : ヴェネツィアへの延長を中止。
- 1984年1月22日 : TEEシザルパン廃止。パリ - ローザンヌ間でTGVシザルパンの、またジュネーヴ - ミラノ間でインターシティ(IC)シザルパンの運行を開始。
- 1987年5月31日 : ICシザルパンはユーロシティ(EC)に種別を変更。
- 1993年夏 : ECシザルパン廃止。後継列車は列車名なし。
- 2003年5月17日 : TGVシザルパンの列車名使用を中止。

## 停車駅一覧
TEE時代のシザルパンの停車駅は以下の通り。
| 国       | 駅名                                                | 1961年7月1日- | 1962年5月27日- | 1974年5月26日- | 1975年6月1日- | 1978年5月28日- | 1979年9月30日- |
| -------- | --------------------------------------------------- | ------------- | -------------- | -------------- | ------------- | -------------- | -------------- |
| フランス | パリ・リヨン駅                                      | ●             | ●              | ●              | ●             | ●              | ●              |
| フランス | ディジョン・ヴィル駅 Dijon-Ville                    | ●             | ●              | ●              | ●             | ●              | ●              |
| フランス | ドール駅 Dole                                       | ｜            | ｜             | ｜             | ｜            | ●              | ●              |
| スイス   | ヴァロルブ駅 Vallorbe                               | ｜            | ●              | ●              | ●             | ●              | ●              |
| スイス   | ローザンヌ駅 Lausanne                               | ●             | ●              | ●              | ●             | ●              | ●              |
| スイス   | シオン駅 Sion                                       | ｜            | ｜             | ｜             | ●             | ●              | ●              |
| スイス   | ブリーク駅                                          | ●             | ●              | ●              | ●             | ●              | ●              |
| イタリア | ドモドッソラ駅 Domodossola                          | ●             | ●              | ●              | ●             | ●              | ●              |
| イタリア | ミラノ中央駅                                        | ●             | ●              | ●              | ●             | ●              | ●              |
| イタリア | ブレシア駅 Brescia                                  |               |                | ※              | ※             | ※              |                |
| イタリア | ヴェローナ・ポルタ・ヌォーヴァ駅 Verona Porta Nuova |               |                | ※              | ※             | ※              |                |
| イタリア | パドヴァ駅 Padova                                   |               |                | ※              | ※             | ※              |                |
| イタリア | ヴェネツィア・メストレ駅                            |               |                | ※              | ※             | ※              |                |
| イタリア | ヴェネツィア・サンタ・ルチーア駅                    |               |                | ※              | ※             | ※              |                |

| ●    | ｜   | ※            |
| ---- | ---- | ------------ |
| 停車 | 通過 | 夏期のみ停車 |

パリ - ローザンヌ間のTGVとジュネーヴ - ミラノ間のインターシティ、ユーロシティとなってからは停車駅がやや増えており、例えば1987年夏ダイヤ（5月31日改正）ではTGVシザルパンはTEE時代の停車駅に加えフラーヌ(Frasne)に、ECシザルパンはミラノ行はアローナ、ジュネーヴ行はストレーザに停車している。

## 車両・編成

### TEE

#### 電車

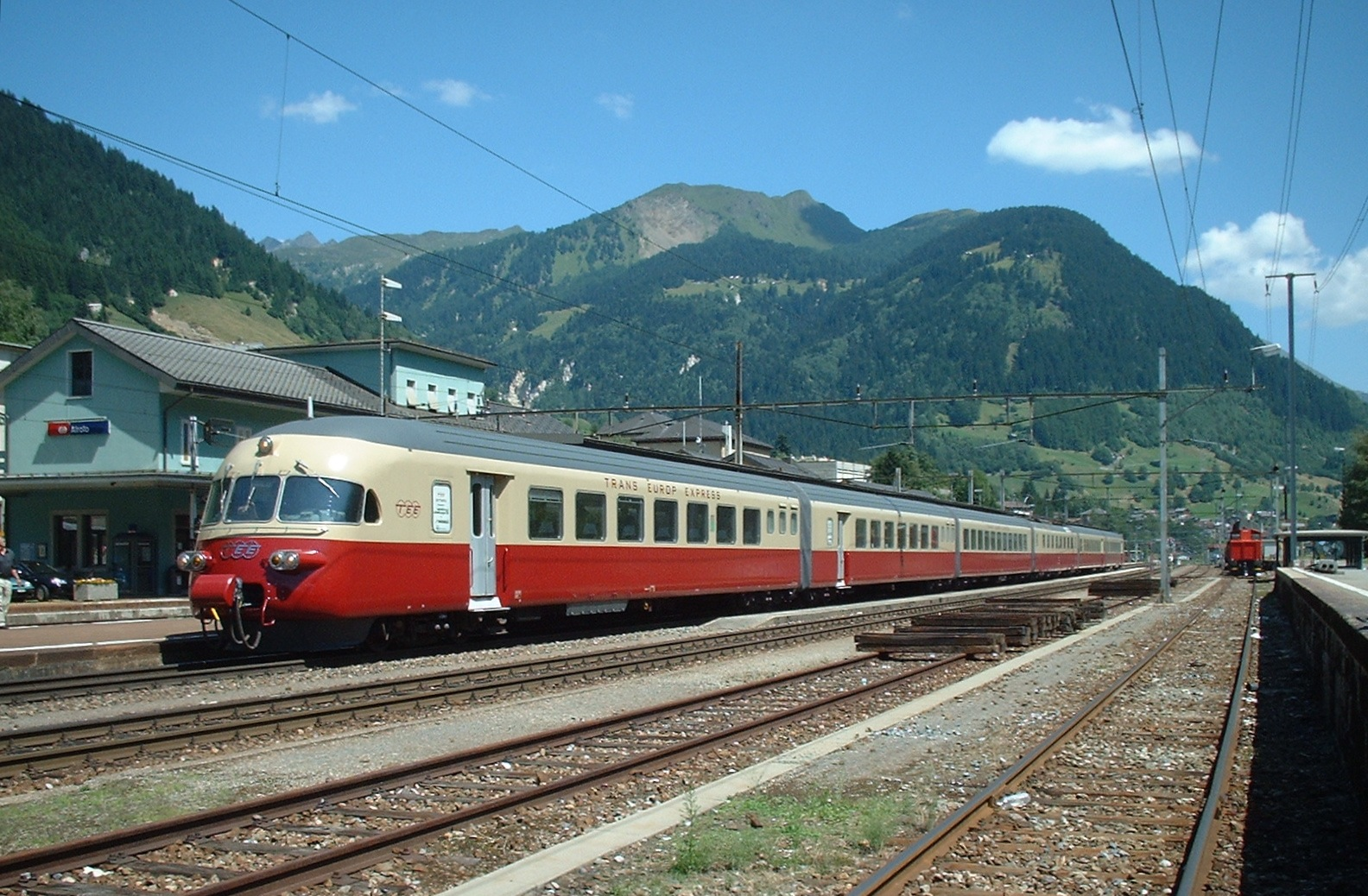
RAe TEE^{II}形電車（復元車）

1961年の運行開始時点では、TEEシザルパンはスイス国鉄の四電源対応の交直流電車であるRAe TEEII形電車を用いていた。これは当初5両の固定編成であったが、中間の動力車一両は機械室や乗務員室などで占められており乗客用のスペースはない。他の車両は一等車3両、食堂車1両である。一等車はすべて開放型座席であり、コンパートメント席は存在しない。編成定員は126名であった。
その後1966年10月1日以降は中間に一等車1両が増結され6両編成となり、定員は168名となった。また繁忙期には一部区間で2編成を連結して12両編成として運転されることもあった。
車両はチューリッヒ - ミラノ間のTEEゴッタルド、ティチノと共通運用であり、チューリッヒを拠点に以下のような3日周期で運用された。
| 日    | 列車       | 区間                  |
| ----- | ---------- | --------------------- |
| 第1日 | ゴッタルド | チューリッヒ → ミラノ |
| 第1日 | シザルパン | ミラノ → パリ         |
| 第2日 | シザルパン | パリ → ミラノ         |
| 第3日 | ティチノ   | ミラノ → チューリッヒ |
| 第3日 | ティチノ   | チューリッヒ → ミラノ |
| 第3日 | ゴッタルド | ミラノ → チューリッヒ |

予備の1編成を加え4つの編成がこの運用に充てられた。1962年の衝突事故後、RAe 1053編成が修理されていた間は、残る3編成が予備なしで用いられた。その後1967年に1編成が増備されている。

#### 客車・機関車
1974年5月26日以降、シザルパンはフランス国鉄のミストラル69型客車を用いた客車列車となった。ただし一部の客車はスイス国鉄所属とされた。パリ - ミラノ・ヴェネツィア間を直通する客車は原則6両で、パリ - ローザンヌ間で3両が増結された。パリ - ミラノ・ヴェネツィア間の客車は2日で一往復し、パリ - ローザンヌ間の客車は一日一往復する運用であった。
この時期の編成は以下の通り。
| \| ADt \| A \| A \| At \| At※ \| Ar \| Vr \| At※ \| A \| \| パリ - ミラノ・ヴェネツィア \| パリ - ミラノ・ヴェネツィア \| パリ - ミラノ・ヴェネツィア \| パリ - ミラノ・ヴェネツィア \| パリ - ミラノ・ヴェネツィア \| パリ - ミラノ・ヴェネツィア \| パリ - ローザンヌ \| パリ - ローザンヌ \| パリ - ローザンヌ \| | 凡例 - A : 一等コンパートメント車 - At : 一等開放座席車 - Art : 一等開放座席・バー車 - ADt : 一等開放座席・荷物・電源車 - Vr : 食堂車 ※の車両はスイス国鉄所属。 |                             |                             |                             |                             |                   |                   |                   |
| ADt | A | A                           | At                          | At※                         | Ar                          | Vr                | At※               | A                 |
| パリ - ミラノ・ヴェネツィア | パリ - ミラノ・ヴェネツィア | パリ - ミラノ・ヴェネツィア | パリ - ミラノ・ヴェネツィア | パリ - ミラノ・ヴェネツィア | パリ - ミラノ・ヴェネツィア | パリ - ローザンヌ | パリ - ローザンヌ | パリ - ローザンヌ |

牽引した機関車は以下の通り。
| 所属         | 形式                                             | 運用期間    | 対応電源                | 牽引区間                            |
| ------------ | ------------------------------------------------ | ----------- | ----------------------- | ----------------------------------- |
| フランス国鉄 | CC21000(CC 21000)                                | 1974 - 1984 | 直流1500V 交流25kV 50Hz | パリ - ヴァロルブ                   |
| スイス国鉄   | Re4/4II(SBB Re 4/4 II)、Re4/4III(SBB Re 4/4 III) | 1974 - 1984 | 交流15kV 16 2/3 Hz      | ヴァロルブ - ドモドッソラ           |
| スイス国鉄   | Re4/4IV                                          | 1982 - 1984 | 交流15kV 16 2/3 Hz      | ヴァロルブ - ドモドッソラ           |
| イタリア国鉄 | E444(Locomotiva FS E.444)                        | 1974 - 1984 | 直流3000V               | ドモドッソラ - ミラノ・ヴェネツィア |
| イタリア国鉄 | E646(Locomotiva FS E.646)                        | 1974 - 1976 | 直流3000V               | ドモドッソラ - ミラノ・ヴェネツィア |

### TGV

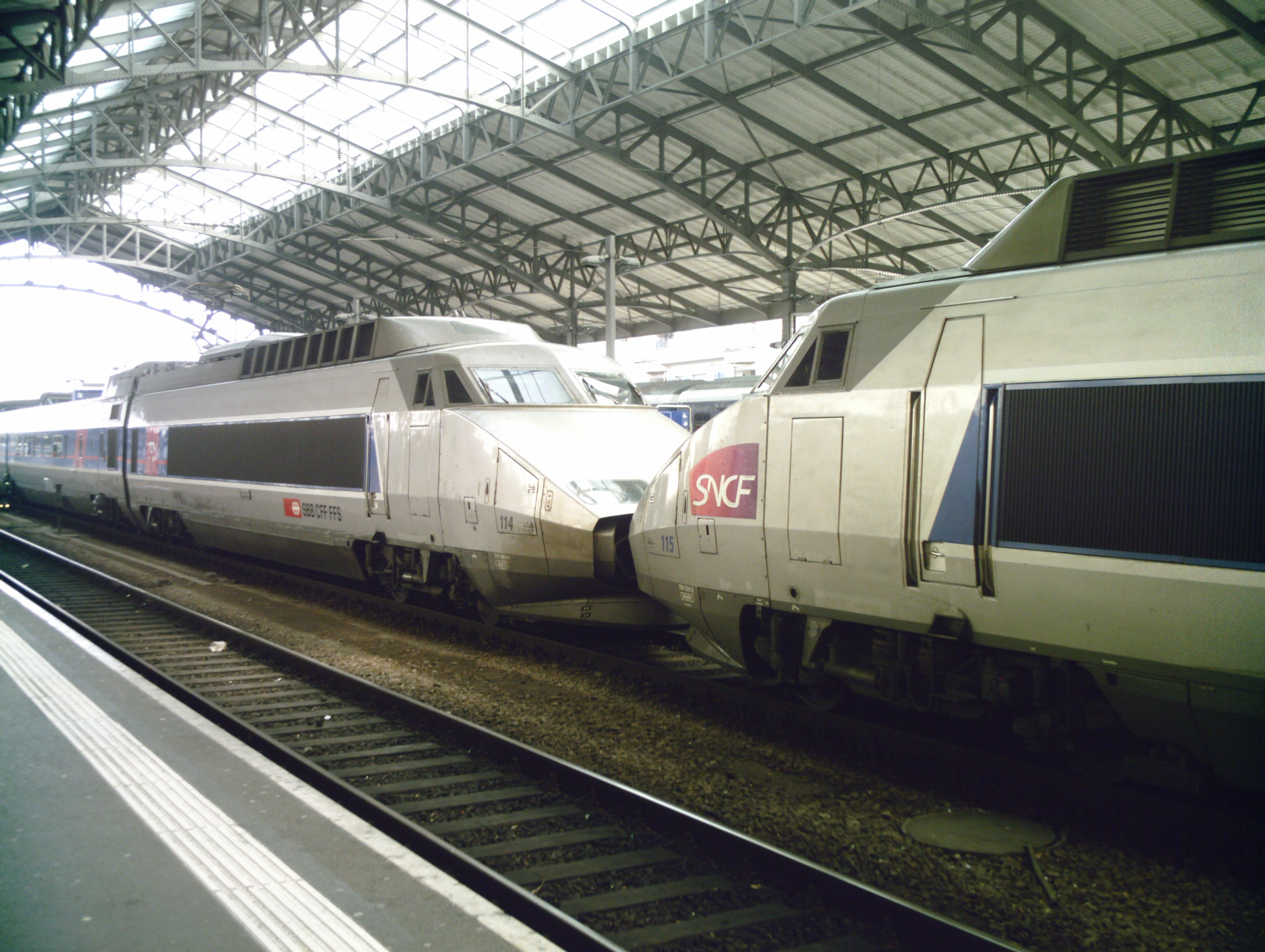
ローザンヌ駅に停車するTGV Sud-Est。手前がフランス国鉄、奥がスイス国鉄所属車。

1984年以降のシザルパンなどパリ - ローザンヌ間のTGVはフランス国鉄のTGV Sud-Estの3電源対応車両を用いている。一部の編成はスイス国鉄所属である。

### ユーロシティ
ジュネーヴ - ミラノ間のIC, ECシザルパンは当初電気機関車牽引の客車列車だったが、1989年5月30日からスイス国鉄のRABe EC形電車に変更された。これはかつてTEEシザルパンに用いられていたRAe TEE II形の一部客車を二等車に改造したものである。